# U Turn
U Turn (bra: Reviravolta; prt: Sem Retorno) é um filme de drama policial neo-noir norte-americano de 1997, realizado por Oliver Stone e estrelado por Sean Penn, Billy Bob Thornton, Jennifer Lopez, Jon Voight, Powers Boothe, Joaquin Phoenix, Nick Nolte e Claire Danes, baseado no livro Stray Dogs de John Ridley.

## Sinopse
Um viajante errante (Sean Penn) envolve-se com Jennifer Lopez e seu marido (Nick Nolte), depois que seu carro quebra em pequena cidade no sudoeste.

## Elenco
- Sean Penn - Bobby Cooper
- Jennifer Lopez - Grace McKenna
- Nick Nolte - Jake McKenna
- Powers Boothe - xerife Virgil Potter
- Claire Danes - Jenny
- Joaquin Phoenix - Toby N. Tucker (também conhecido como "TNT")
- Jon Voight - índio cego
- Billy Bob Thornton - Darrell
- Abraham Benrubi - motociclista #1
- Sean Stone - menino na mercearia
- Ilia Volok - Sergei
- Valeri Nikolayev - Mr. Arkady
- Brent Briscoe - Boyd
- Bo Hopkins - Ed
- Julie Hagerty - Flo
- Sheri Foster - mãe de Grace
- Liv Tyler - garota na estação de ônibus (Cameo)
- Laurie Metcalf - como atendente de passagens na Rodoviária

## Produção
Para o papel de Toby N. Tucker, Joaquin Phoenix disse que o estilo de cidade pequena lhe deu a inspiração e a ideia para o corte de cabelo, que era "TNT" (iniciais do personagem) raspado na parte de trás de sua cabeça. "Essas crianças nessas cidades pequenas, esses modismos que simplesmente passam por cima deles", disse ele à Rough Cut Magazine em outubro de 1998. "Tipo, cinco anos se passam e eles ainda se apegam a eles. Então, eu achei que seria ótimo se ele raspa seu nome, ele se acha realmente famoso."

## Recepção
A reação dos críticos ao filme foi mista. Roger Ebert deu ao filme 1½ estrelas de quatro, considerando-o um "exercício repetitivo e inútil de cinema de gênero - o tipo de filme em que você se distrai fazendo uma lista das fontes". James Berardinelli avaliou o filme com três estrelas de quatro, afirmando "para aqueles que gostam de filmes no limite, U-Turn oferece apenas a trajetória que você pode esperar." Mick LaSalle do San Francisco Chronicle escreveu que "demonstra um cineasta no comando completo de sua arte e com pouco controle sobre seus impulsos". U Turn atualmente detém uma classificação de 61% no Rotten Tomatoes baseado em 51 avaliações. No Metacritic, tem uma classificação de 54 de 100 com base em 20 comentários, indicando comentários mistos ou médios. O público entrevistado pela CinemaScore deu ao filme uma nota média de "C +" em uma escala de A+ a F.
O filme foi indicado a dois prêmios Framboesa de Ouro: Pior Diretor (que foi para Kevin Costner por The Postman) e Pior Ator Coadjuvante (Jon Voight, também por Most Wanted; no final das contas, ele "perdeu" para Dennis Rodman por Double Team). Também foi incluído como "piores filmes de 1997" de Siskel e Ebert. no programa, Gene Siskel refletiu que "U Turn [teve] a mesma violência altamente estilizada do Natural Born Killers de Stone, mas sem o conteúdo intelectual desse filme, U Turn parece a tentativa de Stone de um sucesso comercial - e ele falhou miseravelmente".